# Hardenberg (villaboerderij)

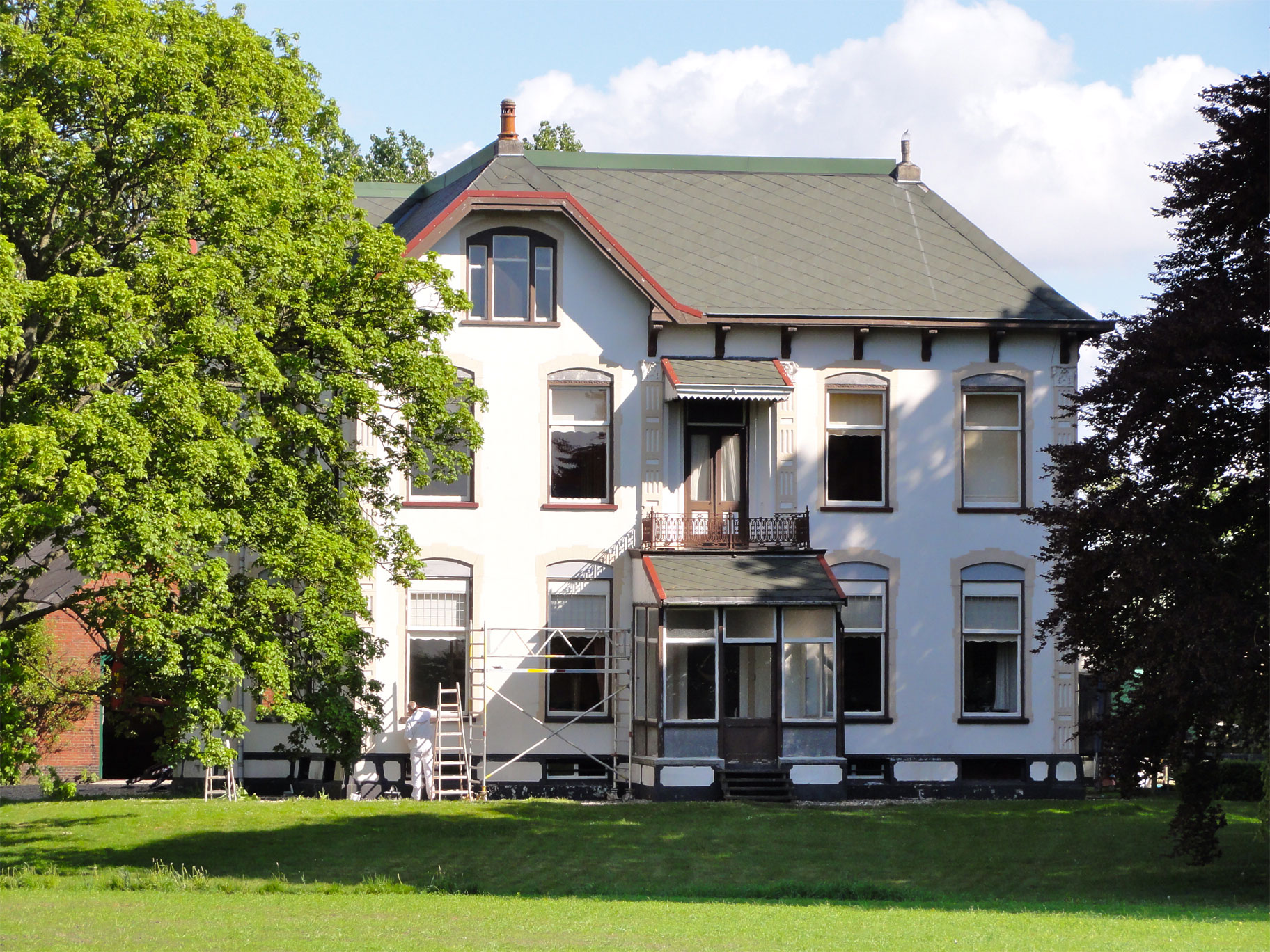
De villaboerderij Hardenberg aan de Verlengde Hoofdweg 4 te Nieuw-Beerta anno 2011

De villaboerderij Hardenberg, gelegen aan de Verlengde Hoofdweg 4 in Nieuw-Beerta in de Nederlandse provincie Groningen, werd in 1912 gebouwd in opdracht van Jan Roemeling Evers. De villa werd ontworpen in een overgangsstijl.

## Beschrijving

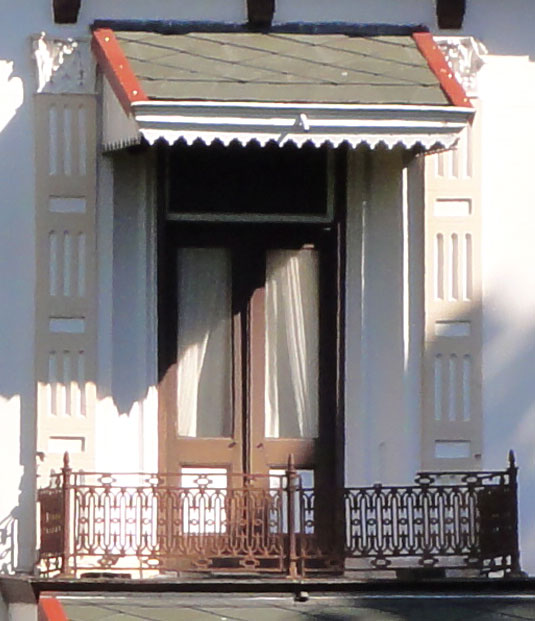
Het balkon met het decoratieve ijzeren hek in de zuidelijke gevel

De villa van de boerderij Hardenberg te Nieuw-Beerta werd gebouwd in een overgangsstijl. De villa heeft decoratief gepleisterde gevels. De entree bevindt zich in een aanbouw de noordzijde van de villa. Aan de voorzijde (de westzijde) bevindt zich in het uitspringend gevelgedeelte aan de noordkant een gebogen erker. Recht daarboven op de verdieping is een balkon met een gebogen gepleisterde balustrade. Daarboven is de naam Hardenberg aangebracht onder een halfrond venster. In het midden van de zuidelijke gevel is een houten serre gebouwd onder een lessenaarsdak met balkon. Het balkon heeft een decoratief opengewerkt ijzeren hek als balustrade (zie detailafbeelding). Het balkon wordt afgedekt door een luifel met een decoratief gekartelde gootlijst. De ramen in de gevels hebben een gepleisterd omlijsting en zijn voorzien van een boogtrommel.
De villa van de boerderij is erkend als rijksmonument onder meer vanwege de cultuur-, architectuur-, en stedenbouwkundige waarde, de opvallende vormgeving, de beeldbepalende ligging, als voorbeeld van een villaboerderij en als herinnering aan de bloei van de landbouw in de bouwperiode.